# Les Mille et Une Nuits (film, 1942)
Pour les articles homonymes, voir Les Mille et Une Nuits (homonymie).
Pour plus de détails, voir Fiche technique et Distribution.
Les Mille et Une Nuits (Arabian Nights) est un film américain en  Technicolor réalisé par John Rawlins, sorti en 1942.

## Synopsis
Kamar al-Shaman blesse son jeune frère, le calife Harun al-Rashid, lors de sa tentative de prendre le trône de Bagdad. En fuite, ce dernier se réfugie dans la troupe de la belle Shéhérazade, fort convoitée. Il est pris sous la protection d'un jeune acrobate, Ali Ben Ali. Mais la petite troupe, composée entre autres de Sinbad de retour de ses voyages et d'Aladin en manque de lampe magique, est vendue par le vizir Nadan. Les membres de la troupe deviennent ses esclaves.

## Fiche technique
- Titre : Les Mille et Une Nuits
- Titre original : Arabian Nights
- Réalisation : John Rawlins, assisté de Ford Beebe (non crédité)
- Scénario et histoire : Michael Hogan (en)
- Dialogue additionnel : True Boardman
- Production : Walter Wanger
- Société de production : Walter Wanger Productions et Universal Pictures
- Musique : Frank Skinner
- Photographie : Milton R. Krasner
- Montage : Philip Cahn
- Direction artistique : Alexander Golitzen et Jack Otterson
- Décorateur de plateau : Russell A. Gausman et Ira Webb
- Costumes : Vera West
- Pays de production : États-Unis
- Langue : anglais
- Format : couleur (Technicolor) - Son Mono (Western Electric Recording)
- Genre : Film d'aventure
- Durée : 86 minutes
- Dates de sortie : 
  - États-Unis : 25 décembre 1942 (New York)
  - France : 24 juillet 1946
- Affiche : Constantin Belinsky (France)

## Distribution
- Jon Hall : Haroun-Al-Raschid
- María Montez (V.F : Paula Dehelly) : Shéhérazade
- Sabu : Ali Ben Ali (Redon)
- Leif Erickson : Kamar
- Billy Gilbert (V.F : Richard Francoeur) : Ahmad
- Edgar Barrier : Nadan
- Richard Lane : Caporal
- Turhan Bey : le capitaine de la garde
- John Qualen : Aladin
- Shemp Howard : Sinbad le marin
- William 'Wee Willie' Davis : Valda
- Thomas Gomez : Hakim
- Jeni Le Gon : l'habilleuse
- Robert Greig : l'eunuque
- Charles Coleman : l'eunuque
- Adia Kuznetzoff : l'esclave
- Emory Parnell : sentinelle
- Harry Cording : le forgeron
- Robin Raymond : l'esclave
- Carmen D'Antonio : fille de Harem
- Lane Chandler : le majordome (non crédité)

## Distinction
- Nomination pour l'oscar de la meilleure partition d'un film dramatique en 1943